# Alexander Pupovac
Alexander Pupovac (* 12. Januar 1866 in Vrhovine; † 24. Juli 1918 in Millstatt) war ein österreichischer Hof- und Gerichtsadvokat und Politiker.

## Leben
Pupovac war der Sohn des k.k. Oberingenieurs M. Pupovac († 15. März 1876) und dessen Ehefrau Viktoria geborene Eckmann (* 31. Juli 1840; † 1. Dezember 1922). Er war römisch-katholisch und heiratete am 12. Februar 1899 Katharina Lackner verw. Rainer (* 5. Februar 1869) die Erbin umfangreichen Besitzes in Millstatt.
Pupovac besuchte das Maximiliansgymnasium (heute Gymnasium Wasagasse) im IX. wiener Bezirk. Danach studierte er Rechtswissenschaften und schloss das Studium mit der Promotion zum Dr. jur. ab. Er wurde Rechtsanwalt und war ab 1898 Hof- und Gerichtsadvokat in Wien.

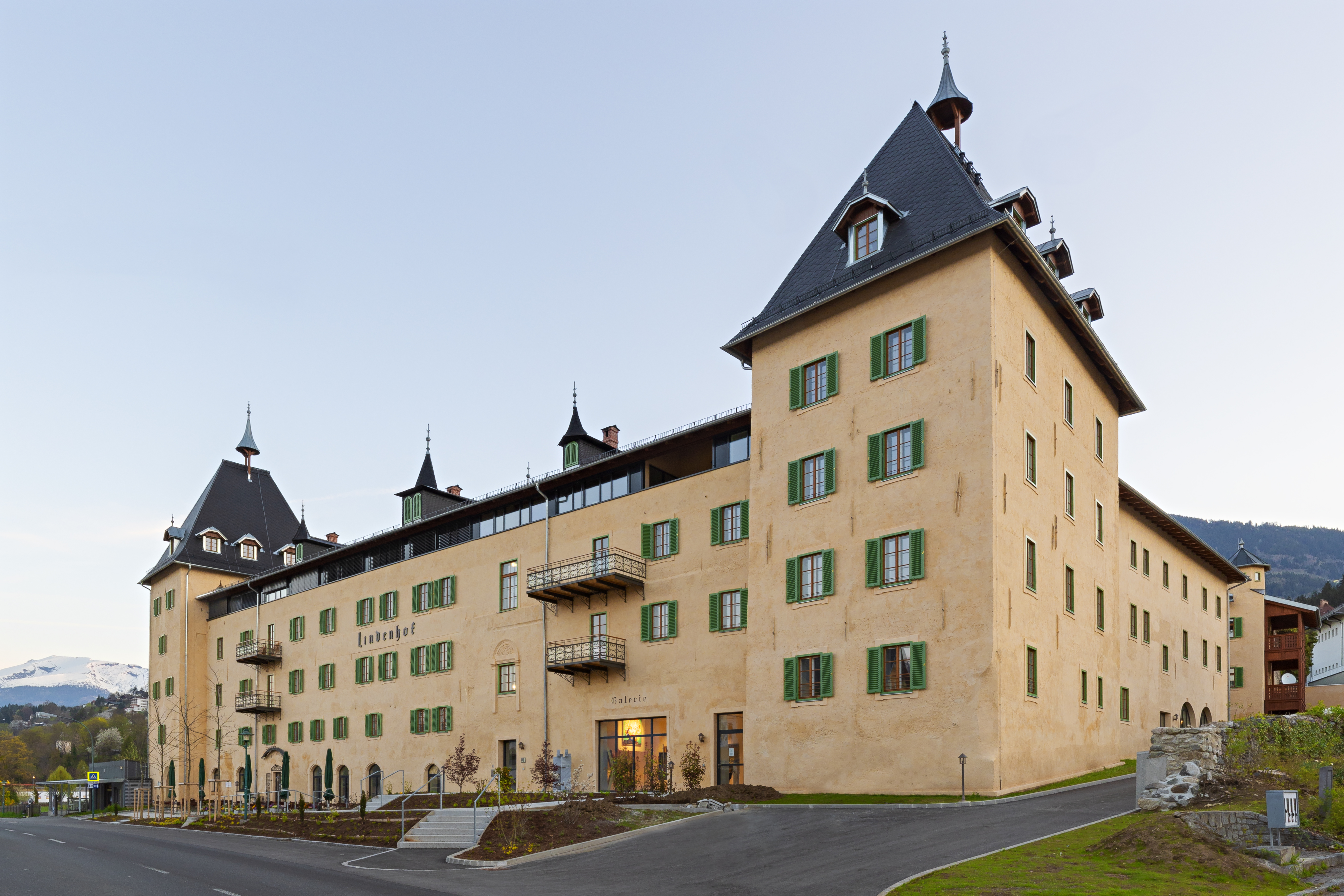
Lindenhof

Durch die Heirat zu Geld gekommen (seine Frau war die Erbin des Rainer'schen Gasthauses am unteren Marktplatzes, der Brauhofs, des Alexanderhofs und der Alexanderhütte in Millstatt), baute er das Hochmeisterschloss in Millstatt 1901 zum Grand Hotel Lindenhof um. Architekt war Arnold Heymann.
Er war Gemeinderat in Wien. Vom 16. April 1903 bis zum 2. Februar 1909 war er Abgeordneter im Kärntner Landtag. Im Landtag gehörte er dem Klub Christlichsoziale Partei an. Bei der Reichsratswahl 1907 kandidierte er im Wahlbezirk Kärnten 7 für die CSP. Den ersten Wahlgang gewann er mit 41,3 % der Stimmen, musste sich aber in der Stichwahl Karl Kirchmayr (Deutsche Volkspartei)
Von 1908 bis 1910 war er Präsident des Ruderklubs „Donau“
Im Jahr 1914 wurde er zum Kriegsdienst einberufen und diente zunächst am Krakauer Feldgericht, ab Anfang 1915 als Hauptmannauditor beim Obersten Landwehrgericht in Wien und von Juni bis September 1916 als Stellvertreter des General-Militäranwaltes. Im September 1916 wurde er auf Bitte der Gemeinde Wien vom militärischen Dienst enthoben.
Er wurde mit dem Signum laudis ausgezeichnet und zum Ehrenbürger von Schiefling am See und Stammersdorf bei Wien ernannt.